# Troglobiet

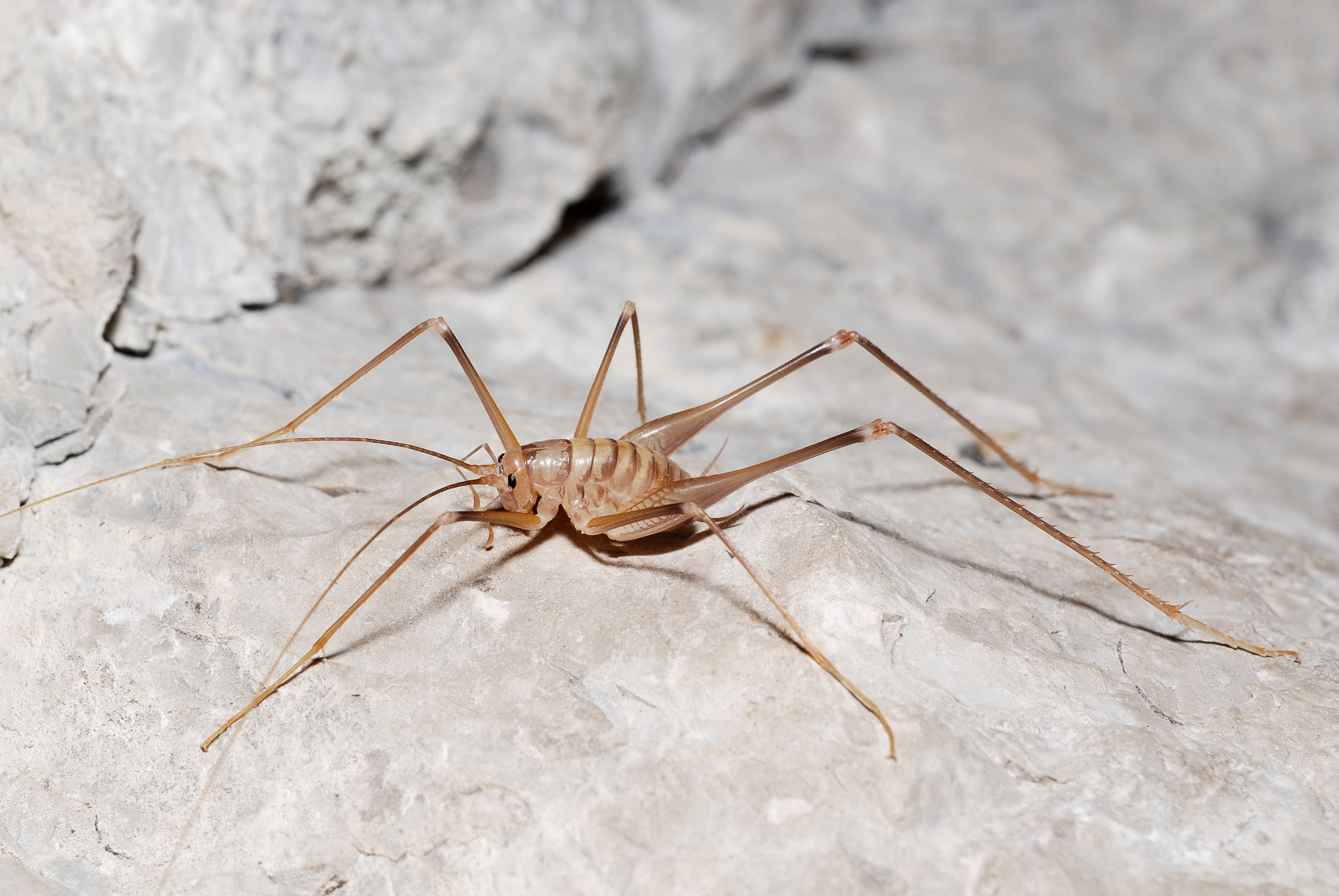
Dolichopoda azami, een grottensprinkhaan

Een troglobiet of troglobiont is een dier dat zijn hele leven in de donkere gedeeltes van grotten doorbrengt. Troglobieten zijn een gespecialiseerde groep van troglofielen, oftewel grotten minnende dieren.
Permanente grotbewoners zijn onder andere spinachtigen, veelpotigen en insecten. Sommige grotbewoners zijn stygobionten, aquatische grotbewonders die gedeeltelijk of permanent in ondergrondse waterpartijen leven. Hiertoe behoren onder andere vissen, salamanders, kreeftachtigen, fluweelwormen en weekdieren.
Voor zover bekend bestaan er geen zoogdieren en vogels die hun hele leven in grotten doorbrengen. vleermuizen, holenzwaluwen en salanganen gebruiken grotten als roestplaats, maar verlaten deze om te foerageren. Dergelijke dieren die slechts een deel van hun leven in grotten doorbrengen noemt men trogloxeen.

## Kenmerken
Troglobieten onderscheiden zich van andere dieren door karakteristieke kenmerken. Door het leven in permanente duisternis ontbreekt bij veel soorten het pigment. Een groot aantal troglobietsoorten is geheel of gedeeltelijk blind, maar deze dieren compenseren dit door een zeer ontwikkeld alternatief zintuig. Veel troglobieten hebben derhalve een zeer goed gehoor of reukzin, of hebben lange antennes of ledematen om prooidieren te kunnen detecteren. Omdat het voedsel vaak schaars is in hun leefomgeving hebben veel troglobieten een trage stofwisseling.
Troglobieten zijn zo aangepast op het leven in een grot dat ze daarbuiten niet of nauwelijks kunnen overleven. Veel soorten zijn derhalve endemisch in een enkele grot of een grottenstelsel.